# Teodor Tiron
Teodor Tiron (în greacă: Θεόδωρος ο Τήρων; n. secolul al III-lea d.Hr., Amasya, Turcia – d. 17 februarie 306 d.Hr., Amasya, Turcia) a fost un soldat  creștin care a trăit pe vremea împăraților Maximian și Dioclețian, venerat ca sfânt martir. Teodor Tiron a fost ucis în timpul persecuției creștinilor sub Dioclețian (aprox. 303). Este trecut în calendarul bizantin pe 17 februarie/2 martie (stil vechi), iar în calendarul latin pe 9 noiembrie. Conform rânduielii bizantine a primei sâmbete din Postul Mare este evocată minunea colivei, atribuită sfântului Teodor Tiron la 50 de ani de la martiriul său.

## Viața

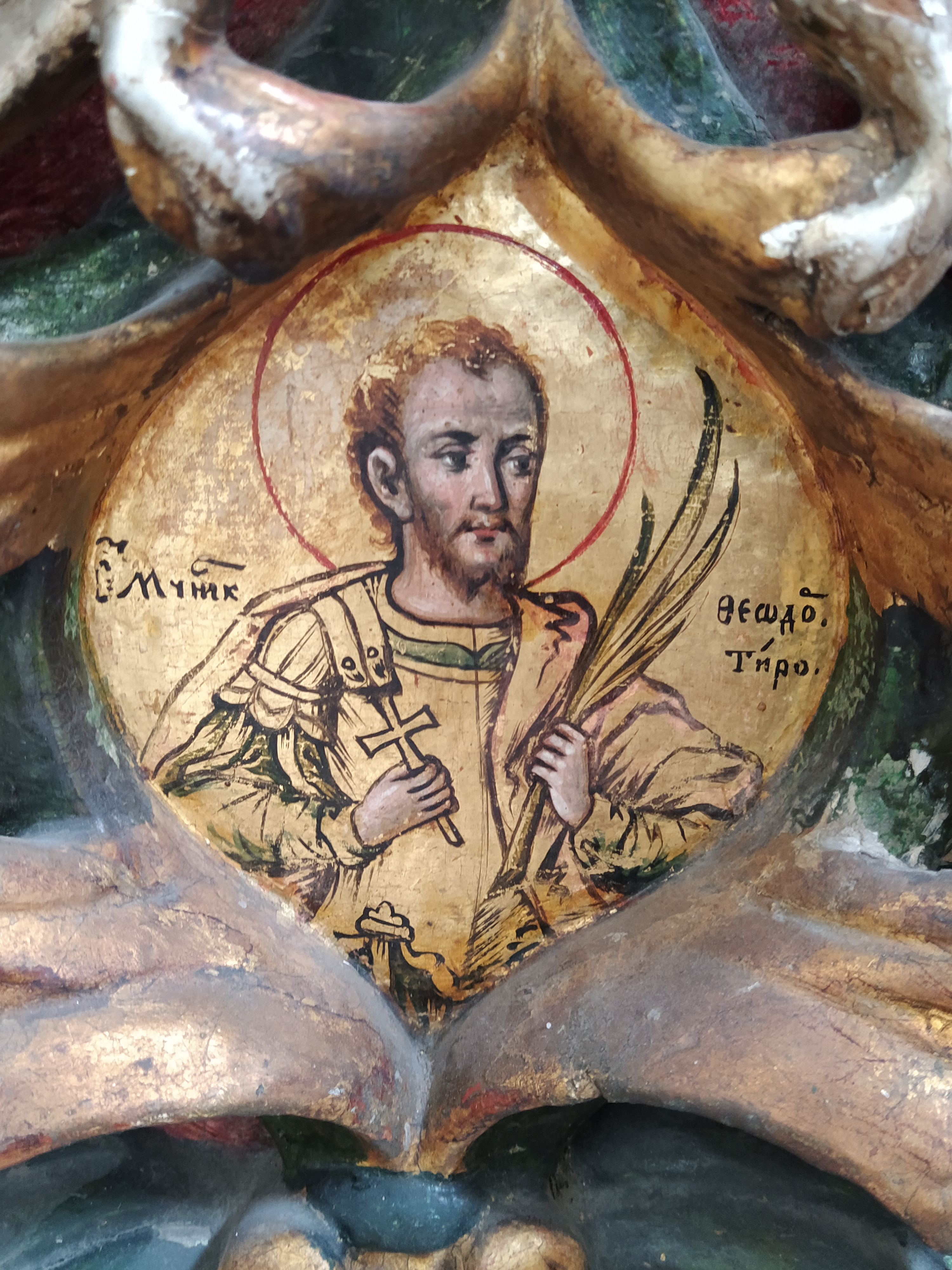
Icoana Sf. Mare Mucenic Teodor Tiron, Catedrala din Blaj, sec. al XVIII-lea

Fiind încorporat de curând în oastea tironilor și făcând parte din ceata prepozitului Vringa, a fost chemat de acesta la cercetare și a mărturisit că Isus Cristos este Dumnezeu. Pe idolii elinilor i-a caracterizat ca pe niște statui neînsuflețite și lucruri făcute de mâinile omenești. Dându-i-se vreme să se gândească mai bine, a ars cu foc statuia zeiței Cybele, pe care elinii o socoteau mama idolilor. Drept aceea, fiind prins și mărturisind că el singur a fost cel care a dat foc statuii, a fost chinuit în diferite chipuri și a fost omorât prin arderea de viu într-un cuptor aprins.

## Legenda colivei, săvârșită de Sf. Teodor Tiron

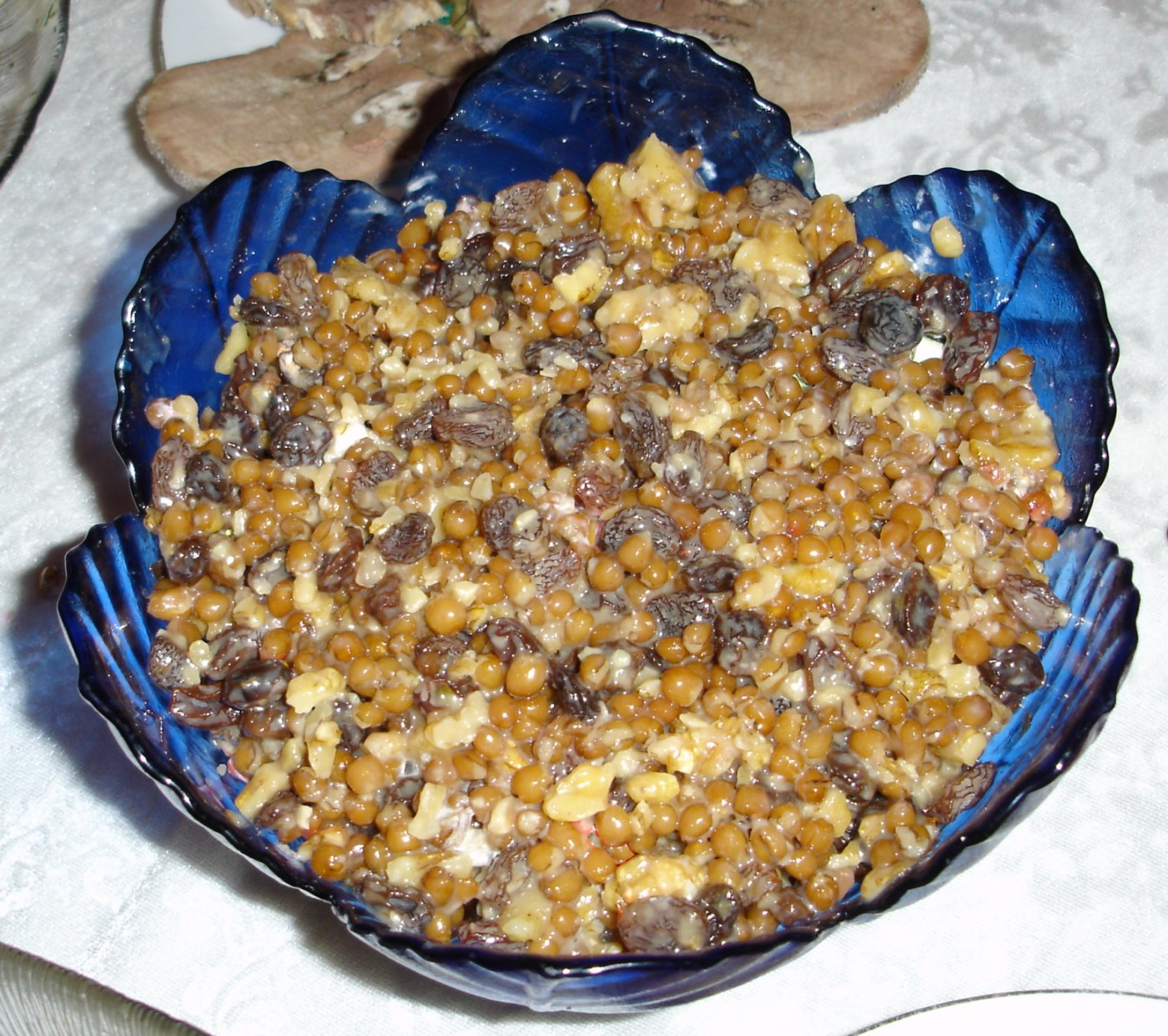
Colivă

La 50 de ani după moartea lui Teodor, împăratul Iulian Apostatul (361-363), dorind să-i batjocorească pe creștini, ar fi dat ordin guvernatorului orașului Constantinopol să stropească toate proviziile din piețele de alimente cu sângele jertfit idolilor, în prima săptămână a Postului Mare. Sf. Teodor Tiron, apărându-i în vis Arhiepiscopului Constantinopolului Eudoxie, i-a poruncit acestuia să-i anunțe pe creștini să nu cumpere nimeni nimic din piață, ci mai degrabă să mănânce grâu fiert cu miere: coliva.

## Sărbătorire și posteritate
În amintirea minunii săvârșite de el bisericile de rit bizantin sărbătoresc anual pe Sf. Mare Mucenic Teodor Tiron în prima sâmbătă a Postului Mare. Vinerea seara, la Sfânta Liturghie a Darurilor Înainte Sfințite (Liturghia Sfântului Grigore Dialogul, papa Romei), după rugăciunea amvonului se cântă Canonul Sf. Mare Mucenic Teodor, compus de sfântul Ioan Damaschin.
După aceasta, se sfințește coliva și se împarte credincioșilor. Această sărbătoare a Sf. Mare Mucenic Teodor, din prima sâmbătă a Postului Mare, a fost rânduită pe vremea Patriarhului Nectarie al Constantinopolului (381-397).
În Chișinău există Mănăstirea Sfântul Mare Mucenic Teodor Tiron, cunoscută colocvial ca Mănăstirea Ciuflea.

## Imnografie
Tropar, glasul al II-lea:
Mari sunt faptele credinței! În izvorul văpăii ca într-o apă de odihnă Sfântul Mucenic Teodor s-a bucurat. Că în foc cu totul arzându-se, ca o pâine plăcută Treimii s-a adus. Pentru rugăciunile lui, Hristoase Dumnezeule, miluiește sufletele noastre.
Condac, glasul al IV-lea:
Credința lui Hristos ca pe o pavăză, înlăuntru în inima ta primind-o, puterile cele potrivnice le-ai călcat în picioare, pătimitorule, și cu cunună cerească ai fost încununat, în veci, Teodore, ca un nebiruit.

## Iconografie
Dionisie din Furna, în Erminia picturii bizantine (ed. Sophia, București, 2000, pp. 154, 197) arată că Sf. Teodor Tiron trebuie reprezentat ca militar, cu barba neagră și stufoasă, cu părul până mai sus de urechi.